# Antonina Leśniewska
Antonina Leśniewska (ur. 1866 w Warszawie, zm. 12 marca 1937 tamże) – polska farmaceutka, działaczka społeczna i oświatowa, właścicielka pierwszej żeńskiej apteki w Petersburgu, patronka warszawskiego Muzeum Farmacji.

## Życiorys
Antonina Leśniewska urodziła się w Warszawie w 1866, była córką Bolesława Leśniewskiego, lekarza oraz Michaliny z domu Szeluto. Do 1882 uczyła się na pensji Henryki Czarnockiej w Warszawie, gdzie ukończyła sześć klas. Wtedy to jej rodzina zdecydowała się na wyjazd do Petersburga, gdzie ojciec pełnił funkcję wolno praktykującego lekarza. Klasę siódmą zaliczyła już nad Newą w katolickiej szkole średniej przy kościele św. Katarzyny przy Newskim Prospekcie. Będąc pod wielkim wpływem ojca, zaczęła realizować marzenie o zdobyciu wykształcenia farmaceutycznego. Naukę kontynuowała na Kursach Wyższych Żeńskich im. Bestużewa w Petersburgu. Po ukończeniu w 1889 kursów pracowała jako nauczycielka, a w 1892 zatrudniła się w jednej z petersburskich aptek.
Chcąc rozpocząć praktykę uczniowską w aptece, najpierw musiała najpierw uzupełnić wykształcenie o kurs łaciny, którego brakowało w programach żeńskich gimnazjów. W gimnazjum męskim, w którym zdawała egzamin z łaciny, była pierwszą kobietą w historii. Następnie rozpoczęła praktykę w rodzinnym miasteczku, w którym była jedna apteka. Jej właściciel, jako przyjaciel ojca Leśniewskiej, przyjął dziewczynę na praktykę. Po ukończeniu obowiązkowych praktyk Leśniewska próbowała uzyskać zgodę na rozpoczęcie studiów, ale władze petersburskiego uniwersytetu zgodziły się na to dopiero po kilku miesiącach. Pomimo przyjęcia, nie mogła korzystać z laboratoriów uczelni i musiała znaleźć mało widoczne dla postronnych pomieszczenie, w którym mogła prowadzić ćwiczenia, zaś na wykłady i demonstracje z fizyki musiała uczęszczać indywidualnie. Studia ukończyła w 1901 r. z tytułem magistra farmacji.
W 1897 złożyła egzamin na prowizora w Wojskowej Akademii Medycznej. W 1900, jako pierwsza kobieta w Rosji, uzyskała stopień magistra farmacji.

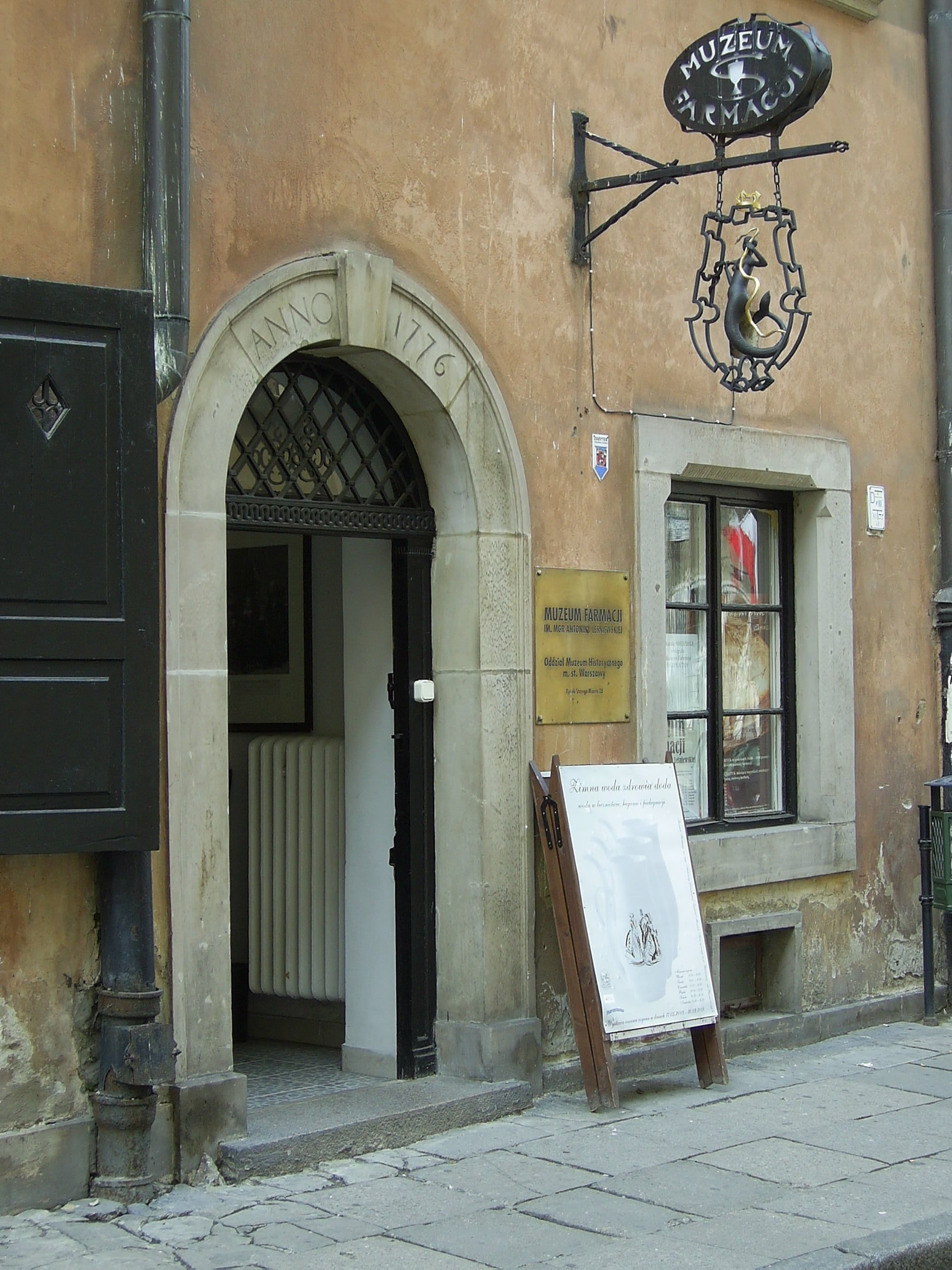
Wejście do Muzeum Farmacji im. Antoniny Leśniewskiej w Warszawie

W 1901 otworzyła pionierską w skali Europy żeńską aptekę w Petersburgu, zakładając ją w gmachu Polskiego Towarzystwa Dobroczynności przy kościele św. Katarzyny w Petersburgu na Newskim Prospekcie. W 1903 uruchomiła przy swojej aptece Farmaceutyczną Szkołę dla Kobiet o dwuletnim programie nauczania. Dzięki kursom w tej szkole 14 kobiet zdobyło uprawnienia prowizora, a 184 pomocnika aptekarskiego. Leśniewska była ponadto inicjatorką powstania Stowarzyszenia Farmaceutek w Petersburgu (1905) oraz Związku Równouprawnienia Kobiet Polskich (1910). W momencie wybuchu pierwszej wojny światowej Leśniewska zaczęła działać na rzecz polskich jeńców i uchodźców wojennych (m.in. w Towarzystwie Pomocy Ofiarom Wojny). Zaangażowała się także w działalność polityczną, wstępując do Polskiego Zrzeszenia Niepodległościowego.
W 1919 osiadła na stałe w niepodległej Polsce. Zainicjowała działalność domu dla polskich repatriantów w Ciechocinku. W 1921 założyła ochronkę dziecięcą w Starej Miłośnie pod Warszawą (później przejętą przez Ligę Szkolną Przeciwgruźliczą i przekształconą w sanatorium). W 1933 powróciła do zawodu farmaceuty i na podstawie koncesji uruchomiła aptekę przy ulicy Marszałkowskiej w Warszawie. Placówkę tę prowadziła do końca życia.
Swoje doświadczenia na polu wytyczania drogi kobietom do zawodu aptekarza opisała we wspomnieniach Po neprotorennoj doroge (Nieprzetartym szlakiem), opublikowanych w Petersburgu w 1901.
Pochowana została na cmentarzu Powązkowskim w Warszawie (kwatera c-6-8).

## Ordery i odznaczenia
- Krzyż Kawalerski Orderu Odrodzenia Polski (27 listopada 1929)[4]

## Upamiętnienie
W 1985 w kamienicy przy ul. Marszałkowskiej 72 w Warszawie, mieściła się jedna z uruchomionych przez nią aptek. Przy ulicy Piwnej powstało Muzeum Farmacji jej imienia.